# ريتال سلامة

ريتال رامي سلامة تحتفل بكأس بطولة الدوري النسوي تحت 16 عامًا مع نادي الاتحاد عام 2023.

ريتال رامي سلامة (مواليد 8 أغسطس 2009) هي لاعبة كرة قدم أردنية، تشغل مركز قلب دفاع في نادي الاتحاد الأردني، وتمثل المنتخب الأردني لكرة القدم للناشئات تحت 17 سنة. تُعرف بقدراتها الدفاعية والقيادية، وتحمل شارة الكابتن في ناديها ومنتخب بلادها.

## المسيرة الكروية

### الأندية
بدأت ريتال مسيرتها مع نادي عمان عام 2021، ثم انتقلت عام 2022 إلى نادي الاتحاد، وساهمت في تحقيق عدة بطولات للفئات العمرية.
في مايو 2025، ساعدت فريقها الاتحاد في التتويج بلقب دوري النخبة الأردني تحت 19 سنة بعد فوز كبير على فريق "عمان إف سي" بنتيجة 5-0 في ليلة التتويج.
وفي يونيو من نفس العام، فاز الفريق بلقبه الثاني على التوالي في دوري الناشئات، ليؤكد هيمنته على الكرة النسوية.

### المنتخب الوطني
شاركت ريتال مع منتخب الناشئات في عدة بطولات دولية، أبرزها:
- **تصفيات كأس آسيا تحت 17 عامًا** (2023)
- **بطولة غرب آسيا للناشئات** 2025، حيث تأهل المنتخب إلى نصف النهائي بعد الفوز على البحرين.[3]

كما حصد منتخب الناشئات المركز الثالث في بطولة غرب آسيا في نسختها الأخيرة.

## أسلوب اللعب
تلعب ريتال في مركز قلب الدفاع، وتتميز بصلابة دفاعية وتنظيم الخط الخلفي، إضافة إلى التزام تكتيكي عالي ودقة في التمرير.

## الإنجازات

### جماعية
- دوري الناشئات تحت 15 سنة: 2023، 2024 (مع الاتحاد)
- دوري الناشئات تحت 17 سنة: 2023 (مع الاتحاد)
- دوري النخبة تحت 19 سنة: 2025 (مع الاتحاد)[5]
- دوري الناشئات تحت 16 سنة: 2025 (مع الاتحاد)[6]
- المركز الثالث في بطولة غرب آسيا للناشئات: 2025 (مع منتخب الأردن)[7]

### فردية
- أفضل لاعبة في دوري الناشئات تحت 15 سنة – 2023
- قائدة نادي الاتحاد للناشئات تحت 17 سنة
- قائدة منتخب الأردن للناشئات تحت 17 سنة

## في الإعلام
تناولت عدة وسائل إعلام أردنية وعربية أداء ريتال، من بينها:
- وكالة الأنباء الأردنية – تغطية فوز المنتخب على البحرين وتأهله
- كووورة – تغطية تأهل المنتخب للمركز الثالث
- جريدة الغد – إشادة بهيمنة نادي الاتحاد على كرة القدم النسوية[8]

## روابط خارجية
- حساب ريتال سلامة على إنستغرام
- الاتحاد الأردني لكرة القدم
- الموقع الرسمي لنادي الاتحاد